# Aulum Mølle
Aulum Mølle er en hollandsk vindmølle opført i 1908. Den benyttes i dag til sociale arrangementer og kunstudstillinger. I 2008 blev møllens 100-års jubilæum fejret i Aulum. Der var stort fremmøde, og møllens renovation blev her afsluttet.